# Hrabstwo Telfair

Piramida wieku hrabstwa

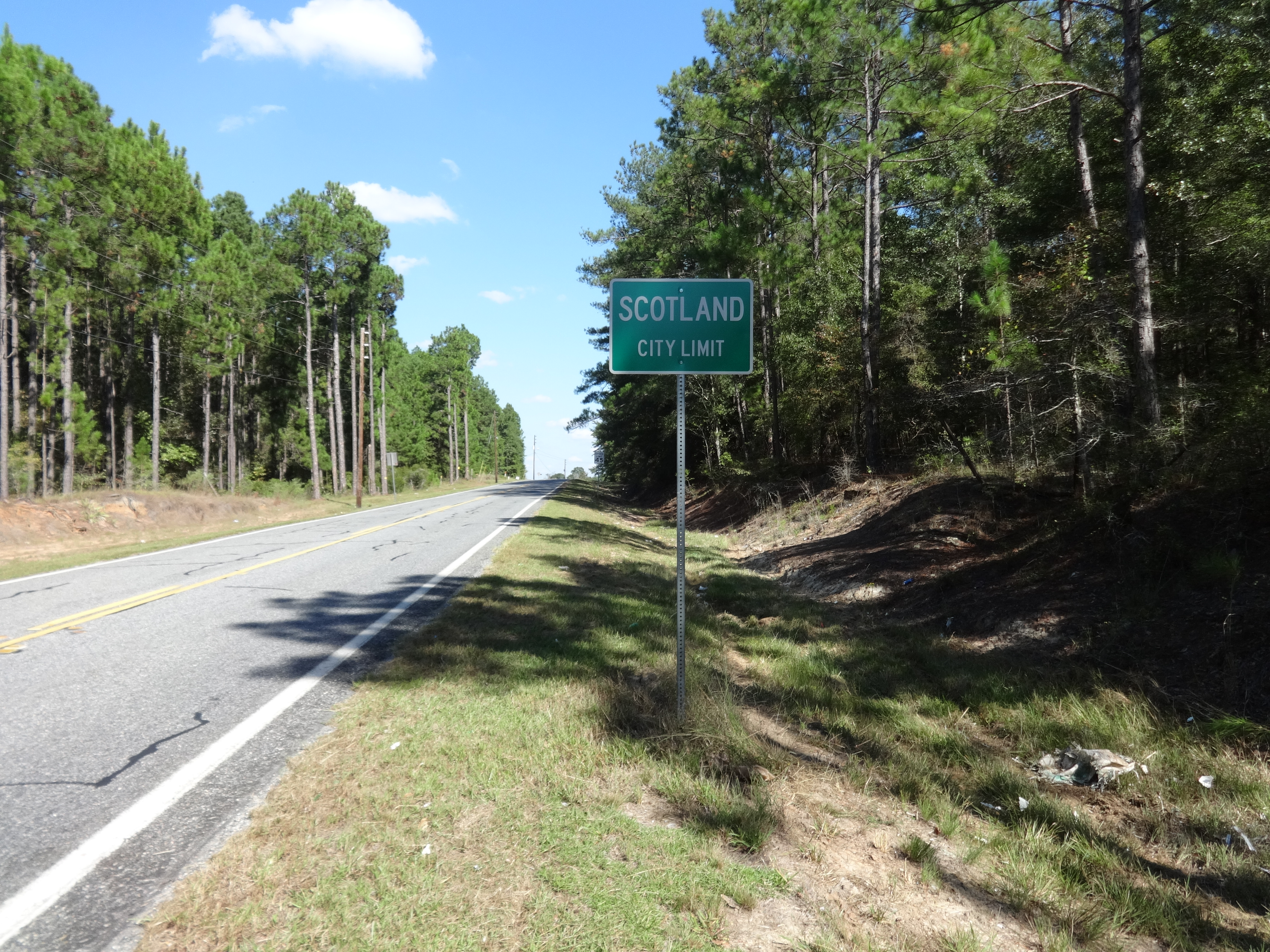
Krajobraz leśny w miejscowości Scotland

Hrabstwo Telfair (ang. Telfair County) – hrabstwo w stanie Georgia w Stanach Zjednoczonych. Jego siedzibą administracyjną jest McRae.

## Historia
Hrabstwo zostało założone w 1807 roku.
Nazwa hrabstwa pochodzi od nazwiska Edwarda Telfaira (1735–1807), drugiego gubernatora stanu Georgia po zdobyciu niepodległości.

## Geografia
Według spisu z 2010 obszar całkowity hrabstwa obejmuje powierzchnię 444,08 mil2 (1150 km²), z czego 441,09 mil2 (1142 km²) stanowią lądy, a 2,99 mil2 (8 km²) stanowią wody.

### Sąsiednie hrabstwa
- Hrabstwo Wheeler (północny wschód)
- Hrabstwo Jeff Davis (południowy wschód)
- Hrabstwo Coffee (południe)
- Hrabstwo Ben Hill (południowy zachód)
- Hrabstwo Wilcox (zachód)
- Hrabstwo Dodge (północny zachód)
- Hrabstwo Laurens (północ)

### Miejscowości
- Jacksonville
- Helena
- Lumber City
- Scotland
- McRae

## Demografia
Według spisu w 2020 roku liczy 12,5 tys. mieszkańców, co oznacza spadek o 24,4% od poprzedniego spisu z roku 2010. Według danych pięcioletnich z 2021 roku 60% populacji stanowili biali (46% nie licząc Latynosów), 36,7% czarnoskórzy lub Afroamerykanie, 1,8% było rasy mieszanej, 0,9% Azjaci i 0,5% to rdzenna ludność Ameryki. Latynosi stanowili 18,4% populacji hrabstwa. 10,3% mieszkańców było urodzonymi poza granicami Stanów Zjednoczonych.

## Religia
W 2020 roku hrabstwo zdominowane jest przez protestanckie wspólnoty baptystyczne i metodystyczne. Mormoni, świadkowie Jehowy i katolicy stanowią łącznie mniej niż 5% populacji. 

## Polityka
Hrabstwo jest przeważająco republikańskie, gdzie w wyborach prezydenckich w 2020 roku, 65,2% głosów otrzymał Donald Trump i 34,3% przypadło dla Joe Bidena. 